# سنترال پارک (آسمان‌خراش)
سنترال پارک، (به انگلیسی: Central Park) آسمان‌خراشی ۵۱ طبقه به ارتفاع ۲۲۶ متر (۷۴۱٫۵ فوت)، با کاربری اداری-مسکونی است، که در شهر پرت، استرالیای غربی، استرالیا مستقر می‌باشد. پروژه ساخت این ساختمان در سال ۱۹۸۸ آغاز شد و در سال ۱۹۹۲ تکمیل و افتتاح گردید. مساحت زیربنای آن ۶۶٬۵۰۰ متر مربع (۷۱۶٬۰۰۰ فوت مربع) است.

## نگارخانه

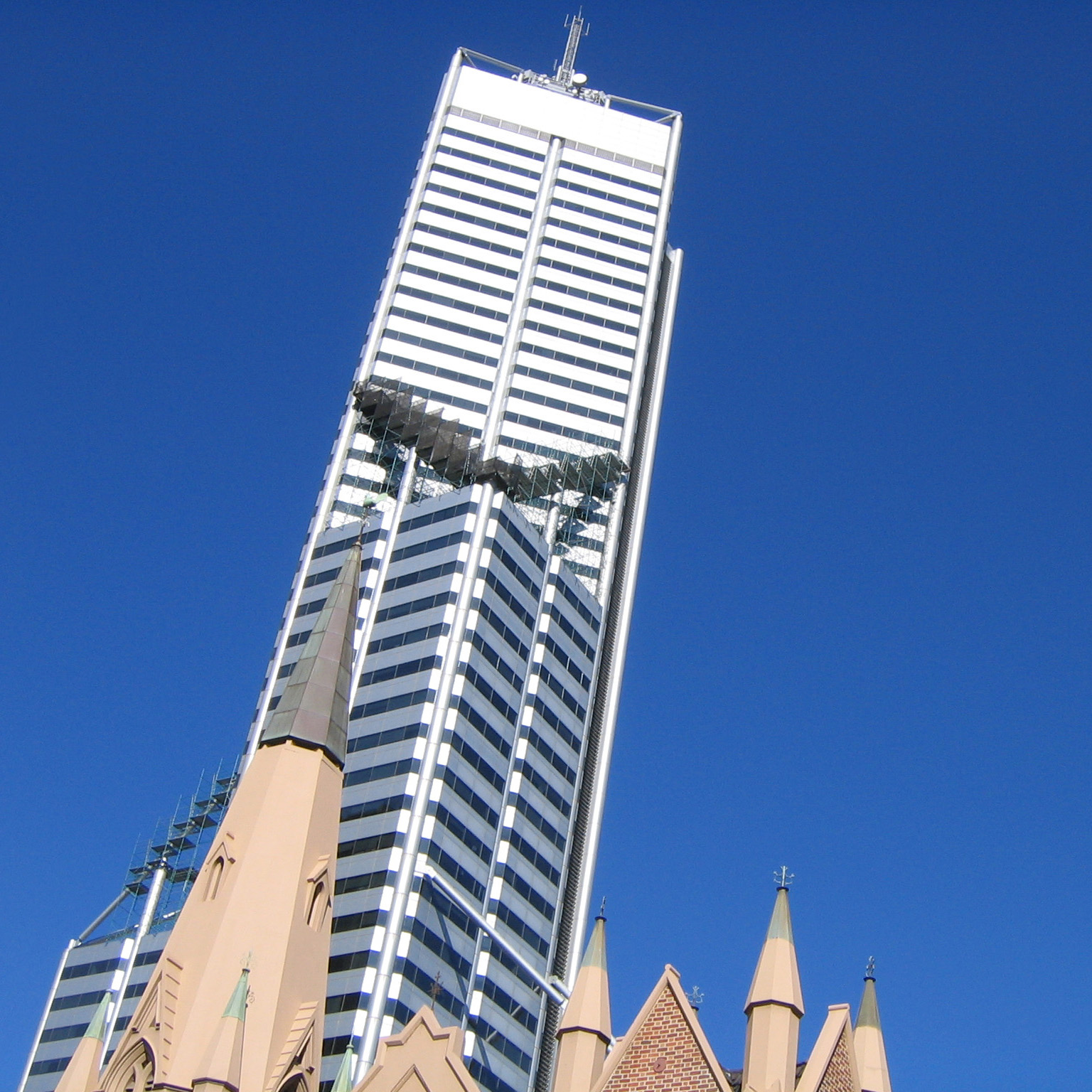
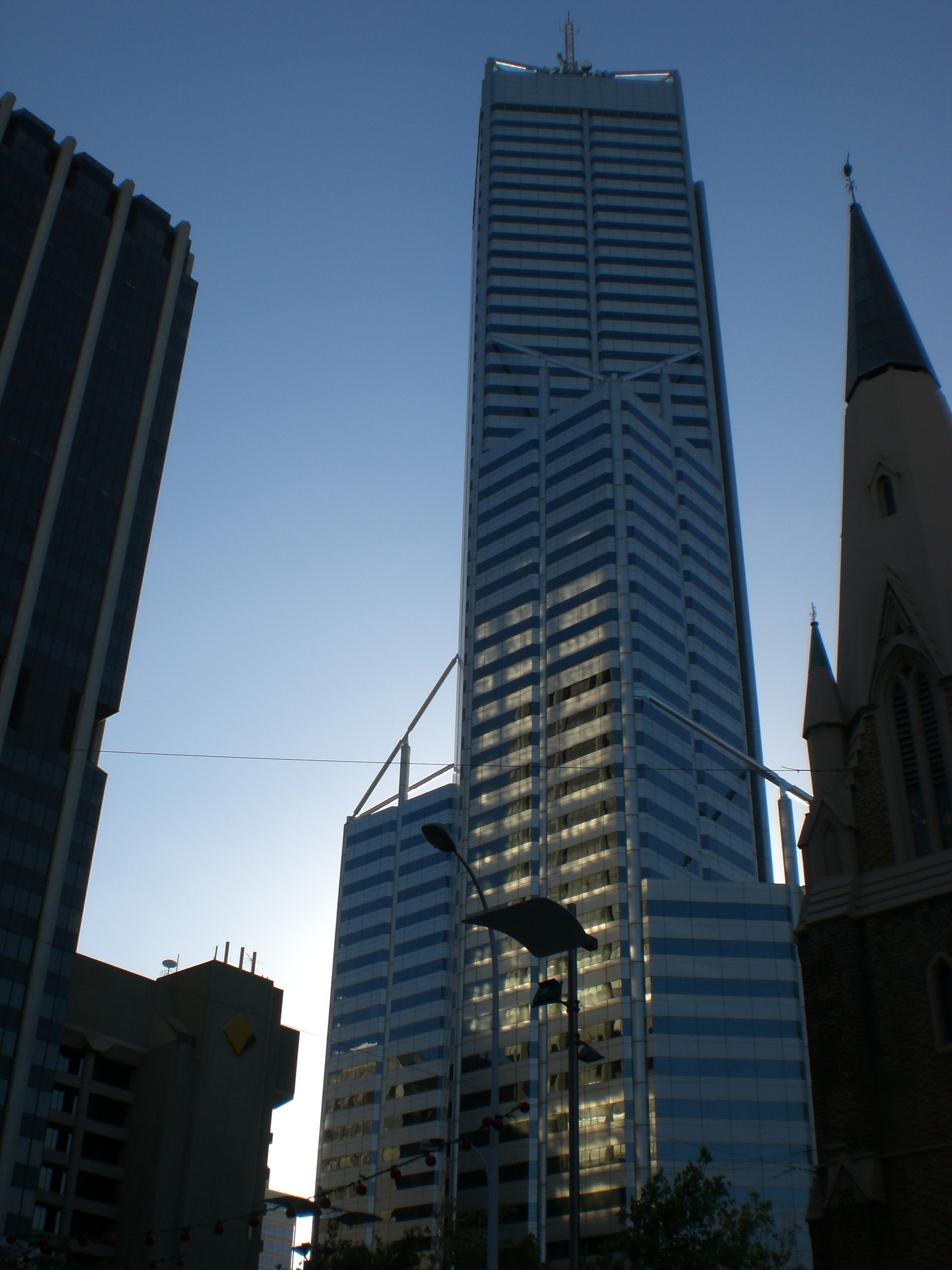
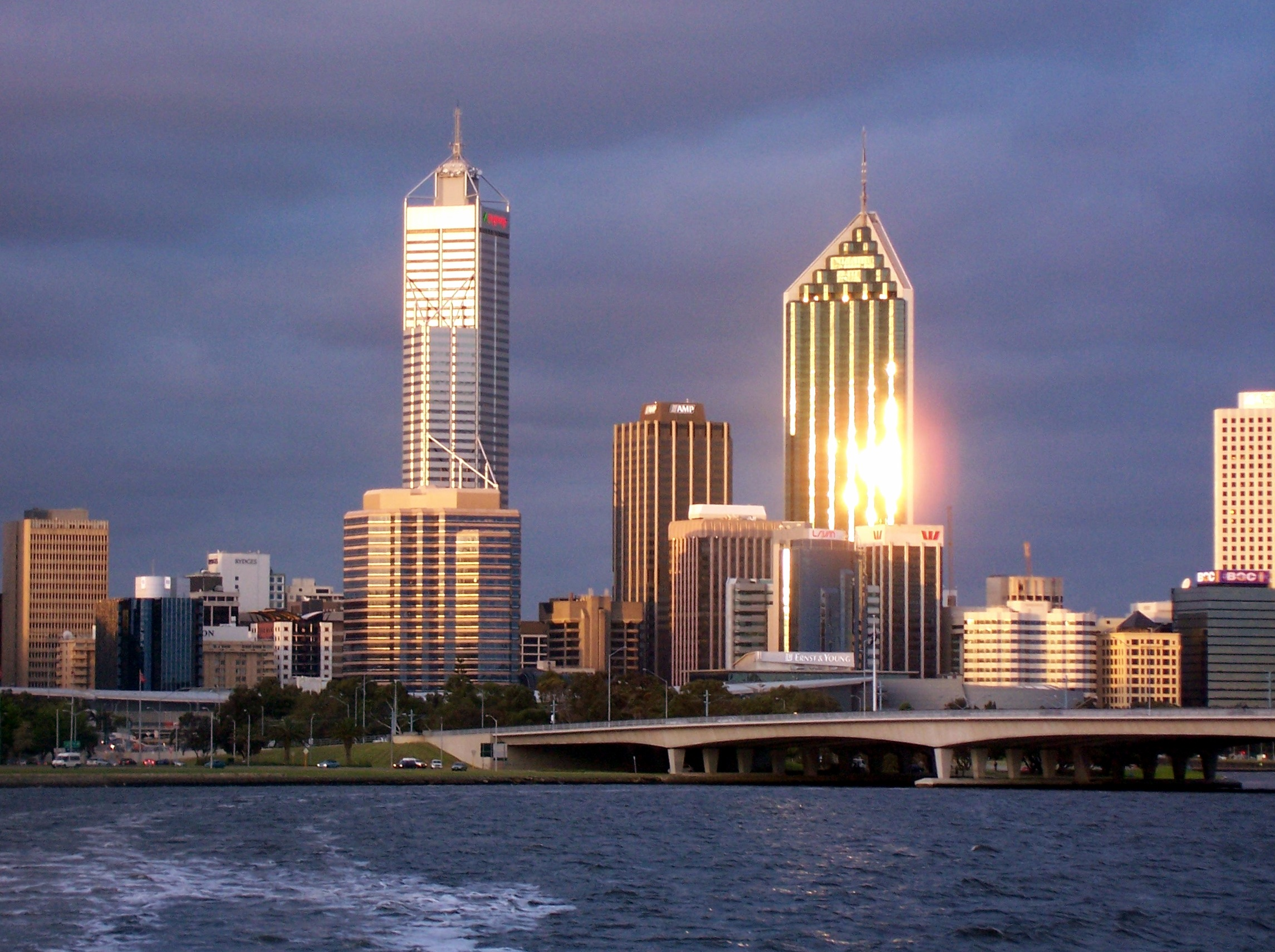